# Nirmatrelvir
Nirmatrelvir (codenaam PF-07321332) is een oraal antiviraal medicijn ontwikkeld door Pfizer. Het wordt gebruikt in de combinatie nirmatrelvir/ritonavir (merknaam Paxlovid) als behandeling van COVID-19. Volgens Pfizer verkleint het medicijn de kans op sterfte en ziekenhuisopname. Het geneesmiddel is goedgekeurd bij het Europees Geneesmiddelenbureau en de Food and Drug Administration.